# Repschläger
Repschläger ist ein deutscher Familienname, der auf den Beruf des Reepschlägers zurückgeht.

## Herkunft und Bedeutung
Der Familienname ist erstmals um 1265 urkundlich nachweisbar und leitet sich aus dem mittelniederdeutschen rēpsleger ab. 

## Varianten
- Reepschläger
- Rebschläger

## Namensträger
- Wilhelm Repschläger (1870–1945), Zimmerer und Politiker (SPD, KPD)